# دیوید رینتول
دیوید رینتول (انگلیسی: David Rintoul؛ زادهٔ ۲۹ نوامبر ۱۹۴۸) بازیگر و صداپیشه اهل بریتانیا است.
از فیلم‌ها یا برنامه‌های تلویزیونی که وی در آن نقش داشته‌است می‌توان به سایه‌نویس، هورنبلوئر، پوآرو، بانوی آهنی، پپا پیگ، هم‌خون من، بازی تاج‌وتخت و هفته‌ای که با مریلین گذراندم اشاره کرد.